# Horst von Tettenborn

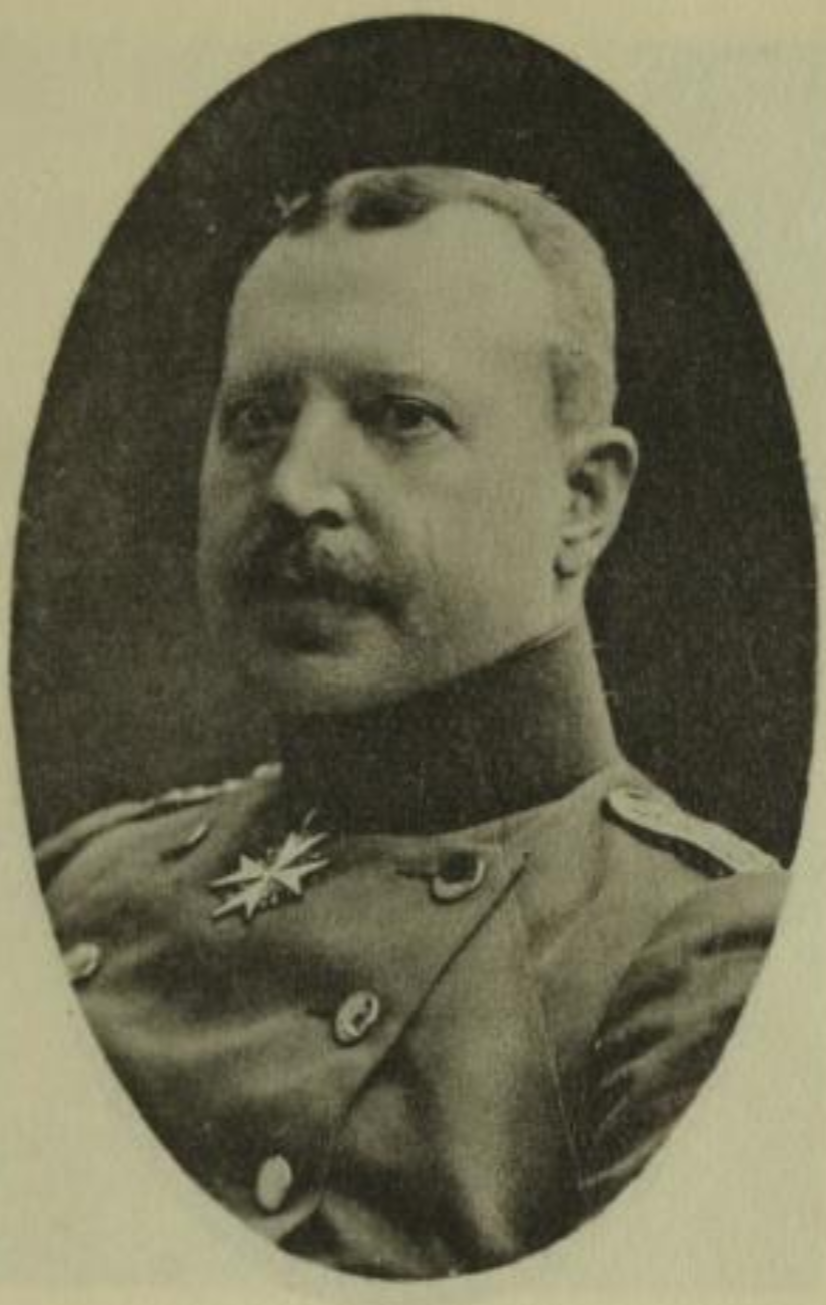
Horst von Tettenborn

Falk Joachim Alfred Horst von Tettenborn (* 20. März 1865 in Dresden; † 15. Juli 1938 in Veltheim an der Ohe) war ein sächsischer Generalmajor.

## Leben
Horst von Tettenborn entstammte dem Adelsgeschlecht derer von Tettenborn, einem altritterlichen, thüringischen, später freiherrlichem Uradelsgeschlecht aus der Grafschaft Hohnstein mit gleichnamigem Stammsitz Tettenborn bei Nordhausen. Er war seit dem 15. November 1900 mit Bertha von Veltheim verheiratet und hatte mindestens zwei Kinder, Sybille und Falk von Tettenborn. Sein Bruder war der sächsische General der Infanterie Otto von Tettenborn.
Horst von Tettenborn trat 1880 in den Kadettenkorps der sächsischen Armee ein und wurde nach langjähriger Erziehung unter Ernennung zum Fähnrich am 24. November 1884 der 3. Kompanie des Grenadier-Regiment „Kaiser Wilhelm, König von Preußen“ (2. Königlich Sächsisches) Nr. 101 überwiesen. Am 18. Januar 1885 avancierte er zum Leutnant und durchlief in den nächsten Jahren eine gewöhnliche militärische Laufbahn, wurde unter anderem als Adjutant beim Landwehr-Bezirk I Dresden verwendet und am 24. Juli 1892 zum Oberleutnant befördert. Nachdem er auch als Inspektionsoffizier bei der Kriegsschule in Danzig verwendet wurde, avancierte er am 21. August 1898 zum Hauptmann und Kompaniechef in seinem Stammregiment. Nach mehrjähriger Verwendung wurde er unter Beförderung zum Major am 21. September 1907 zum etatsmäßigen Stabsoffizier beim Stabe des Regiments ernannt. 1910 wurde er zum Bataillonskommandeur des 3. Bataillons im Infanterie-Regiment „König Wilhelm II. von Württemberg“ (6. Königlich Sächsisches) Nr. 105 ernannt, wobei er am 23. September 1913 in dieser Eigenschaft zum Oberstleutnant befördert wurde.
Nach Ausbruch des Ersten Weltkrieges wurde er am 2. August 1914 Kommandeur des Brigade-Ersatz-Bataillons 46 und war bis zum 21. November 1914 in dieser Eigenschaft. Er wurde alsbald Regimentskommandeur des Leib-Grenadier-Regiments Nr. 100 und führte dieses an der Westfront. In den schweren Septembertagen bei Berry-au-Bac konnte er sich besonders auszeichnen und wurde deshalb am 23. November 1915 mit dem Ritterkreuz des Militär-St.-Heinrichs-Ordens ausgezeichnet. Er diente als Brigadekommandeur der 45.-Landwehr-Infanterie-Brigade und wurde im März 1918 durch Oberst Arthur Moritz abgelöst. Im Juli 1918 wurde er mit einem Patent vom 15. Juli 1918 zum Generalmajor befördert. Er diente zuletzt als stellvertretender Brigadekommandeur der 6. Infanterie-Brigade Nr. 64 und schied aus dem aktiven Heeresdienst aus.